# 伊藤健太郎 (俳優)
伊藤 健太郎（いとう けんたろう、1997年6月30日 - ）は、日本の俳優。本名同じ。
東京都出身。トライストーン・エンタテイメント所属。

## 略歴
雑誌、広告を中心にkentaro名義でモデルとして活動し、2014年のドラマ『昼顔〜平日午後3時の恋人たち〜』（フジテレビ）にて健太郎名義で役者デビューを果たし、『学校のカイダン』（日本テレビ）、『俺物語!!』、『トランジットガールズ』（フジテレビ）などに出演。
『グッドモーニング・コール』（FOD・Netflix）のいっちゃん役や『TERRACE HOUSE BOYS & GIRLS IN THE CITY』（Netflix・フジテレビ（再編集版））の新スタジオレギュラーなどを務めた。
苗字をつけることを以前から考えていたところ、『今日から俺は!!』（日本テレビ）での役名が本名の姓と同じ「伊藤」であることに運命を覚え、21歳の誕生日を迎えた2018年6月30日付で「今日から俺は、伊藤健太郎として邁進していきます」と、芸名をフルネームに改名することを発表した。苗字は幾つか候補があり、学生時代でのバスケットボールへの没頭や、漫画『SLAM DUNK』の登場人物流川楓から流川健太郎への改名も検討した。
2019年後期放送の『スカーレット』（NHK総合）に戸田恵梨香演じるヒロイン・川原喜美子の息子・川原武志役で出演し、NHK連続テレビ小説に初出演。2020年上半期には、「2020年テレビCM急上昇ランキング」（エム・データ発表）で1位。
2020年7月21日、舞台『巌流島』で伊藤と共演する横浜流星が新型コロナウイルスへの感染を公表し、同作の東京公演は中止となった。伊藤もPCR検査を受けたが、陰性。ただし、横浜の濃厚接触者に当たることから、2週間の自宅待機要請を受け、8月4日まで自宅待機となる。
同年9月10日、株式会社aoaoを退社し、古巣であるイマージュエンターテインメントに再所属することを報告した。

同年10月28日に乗用車を運転中にバイクと接触事故を起こして、そのまま立ち去ったとして逮捕された。後に不起訴となった。
2022年の春の藤原まつり(岩手県平泉町開催)では源義経の役を担当した。なお、2020年に予定されていたが、コロナ禍により開催中止となっていたため改めての抜擢となった。
同年5月15日、明治安田生命J2リーグ第16節 のベガルタ仙台対ツエーゲン金沢戦で主演映画『冬薔薇』にまつわるトークショーや始球式などを行った。
2024年9月10日をもって、芸能事務所イマージュエンターテインメントを退社。同年11月1日から、トライストーン・エンタテイメントに所属した。

## 人物
趣味は料理で得意料理はカレー。好物は豚の生姜焼き。
特技はバスケットボール。趣味はスノーボード、革製品に油を塗りこむこと。
高校時代は俳優活動の傍ら、応援団長も務めた。
幼稚園の頃からの憧れの人物として木村拓哉をあげている。親友は俳優の北村匠海（DISH//）、中川大志。
喫煙者である。銘柄はアメリカンスピリットライト。

## 不祥事
2020年10月28日の夜、乗用車を運転中にバイクと接触事故を起こし、相手の男女2人が負傷。救護せずにその場から離れたという行動が現場を立ち去ったものとして翌日の10月29日に自動車運転処罰法違反及び道路交通法違反の疑いで警視庁に逮捕された。
この報道を受け、NHKで2020年12月放送予定だった夜の連続テレビ小説『うっちゃん』からは降板、出演ドラマのオンデマンド配信も停止。フジテレビは10月29日から31日に放送予定だった番組を差し替えた。伊藤の出演映画『とんかつDJアゲ太郎』は10月30日に予定通り公開されたが、初日舞台挨拶での登壇はキャンセルとなった。雑誌『日経トレンディ』（日経BP）により2020年の顔に選出されたが、11月3日に行われた発表会は欠席。情報番組ZIP!内のコーナー「伊藤健太郎のZIP!シネマ」は11月以降放送休止となった。
2021年3月25日、過失運転致傷容疑については被害者と示談が成立したため起訴猶予、ひき逃げ容疑については「犯意無し」として不起訴処分となった。伊藤はSNSで直筆の謝罪コメントを発表した。

### 活動再開
2021年6月9日、オフィシャルファンクラブ「GOLONDRINAS（ゴロンドリナス）」の発足と写真展の開催を発表。6月30日、「GOLONDRINAS」が発足し、公式サイトが立ち上げられた。この中で再始動となる主演舞台が10月に配信されることが発表された。
俳優業としては、2021年10月28日 - 31日公演の舞台『SOULFUL SOUL』、2022年6月3日公開の映画『冬薔薇』主演、いくつかのミュージックビデオなどに出演している。
2023年5月、映画『静かなるドン』主演、新選組3代目総長・近藤静也役を巧みに演じ分けた。2023年12月2日、映画『あの花が咲く丘で、君とまた出会えたら。』に主人公の親友役で出演。特攻隊員でありながらムードメーカーという役どころを好演し、第47回日本アカデミー賞優秀助演男優賞を受賞した。

## 出演
※ 主演作品は太字表記。

### 映画
- 俺物語!!（2015年10月31日公開、東宝） - 栗原オサム 役
- ショートムービー「LUNA」（2016年9月、ROBOT×イマジカ共同制作） - 主演・俊介 役[34][35]
- ミュージアム（2016年11月12日公開、ワーナー・ブラザース映画） - 沢村久志 役（回想シーン）
- 14の夜（2016年12月24日公開、SPOTTED PRODUCTIONS）[36] - 金田 役
- チア☆ダン〜女子高生がチアダンスで全米制覇しちゃったホントの話〜（2017年3月11日公開、東宝） - 矢代浩 役[37]
- サクラダリセット 前篇 / 後篇（2017年3月25日 / 5月13日公開、ショウゲート） - 中野智樹 役
- 先生!、、、好きになってもいいですか?（2017年10月28日公開、ワーナー・ブラザース映画） - 藤岡勇輔 役[38]
- デメキン（2017年12月2日公開、AMGエンタテインメント） - 主演・佐田正樹 役 ※劇場公開作品 初主演
- 犬猿（2018年2月10日公開、東京テアトル） - 健太郎 役　※カメオ出演
- クソ野郎と美しき世界「光へ、航る」（2018年4月6日公開、配給協力キノフィルムズ）
- ルームロンダリング（2018年7月7日公開、ファントム・フィルム） - 虹川亜樹人 役[39]
- コーヒーが冷めないうちに（2018年9月21日公開、東宝） - 新谷亮介 役
- 覚悟はいいかそこの女子。（2018年10月12日公開、東映） - 新見律 役
- ういらぶ。（2018年11月9日公開、アスミック・エース） - 佐伯和真 役
- 惡の華（2019年9月27日公開、ファントム・フィルム） - 主演・春日高男 役[40]
- のぼる小寺さん（2020年7月3日公開、ビターズ・エンド） - 近藤 役[41]
- 今日から俺は!!劇場版（2020年7月17日公開、東宝） - 伊藤真司 役[42]
- 弱虫ペダル（2020年8月14日公開、松竹） - 今泉俊輔 役[43]
- 宇宙でいちばんあかるい屋根（2020年9月4日公開、KADOKAWA） - 浅倉亨 役[44]
- とんかつDJアゲ太郎（2020年10月30日、ワーナー・ブラザース映画） - 屋敷蔵人 役[45]
- 十二単衣を着た悪魔（2020年11月6日公開、キノフィルムズ） - 主演・伊藤雷 役
- 冬薔薇（ふゆそうび）（2022年6月3日公開、キノフィルムズ） - 主演・渡口淳 役[46][47]
- （ショートフィルム）お帰りなさい（2022年6月、国際短編映画祭『ショートショート フィルムフェスティバル ＆ アジア 2022』内で世界初公開）- 主演・加藤雄大 役[48]
- ザギンでシースー!?（2023年4月16日、第15回沖縄国際映画祭） - 主演[49][50]
- 静かなるドン（2023年5月12日公開、ティ・ジョイ） - 主演・近藤静也 役[51]
  - 静かなるドン2 前編（2024年9月13日公開、ティ・ジョイ）[52]
  - 静かなるドン2 後編（2024年9月27日公開、ティ・ジョイ）[52]
- あの花が咲く丘で、君とまた出会えたら。（2023年12月8日公開、松竹） - 石丸 役[53]
- 少年と犬（2025年3月20日公開、東宝） - 沼口正 役[54]
- #真相をお話しします（2025年4月25日公開、東宝） - 桐山の友人 役[55]
- ストロベリームーン 余命半年の恋（2025年10月17日公開予定、松竹） - 13年後の川村健二 役[56][57]

### テレビドラマ
- 昼顔〜平日午後3時の恋人たち〜（2014年7月17日 - 9月25日、フジテレビ） - 木下啓太 役
- 学校のカイダン（2015年1月10日 - 3月14日、日本テレビ） - 千崎波留 役
- 松本清張サスペンス・影の地帯（2015年7月6日、TBS） - 田代圭介（学生時代） 役
- トランジットガールズ（2015年11月7日 - 12月26日、フジテレビ） - 深澤直 役
- 私 結婚できないんじゃなくて、しないんです（2016年4月15日 - 6月17日、TBS） - 桜井洋介（高校時代） 役[8]
- 仰げば尊し（2016年7月17日 - 9月11日、TBS） - 井川宏達 役[58]
- コールドケース 〜真実の扉〜 第5話（2016年11月19日、WOWOW開局25周年記念企画） - 有川努 役
- レンタルの恋（2017年1月19日 - 3月23日、TBS） - 橘隼人 役[59]
- 犯罪症候群 Season2（2017年6月11日 - 7月2日、WOWOW×東海テレビ） - 市原智貴 役
- さぼリーマン甘太朗（2017年8月4日・9月21日、テレビ東京） - 財部豊 役
- アシガール（2017年9月23日 - 12月16日、NHK総合） - 羽木九八郎忠清 役
  - アシガールSP 〜超時空ラブコメ再び〜（2018年12月24日、NHK総合）
- 相棒16 第10話（2018年1月1日、テレビ朝日） - 上条喬樹 役
- 春が来た（2018年1月13日 - 2月10日、WOWOW） - 俊太 役
- BG〜身辺警護人〜 最終話（2018年3月15日、テレビ朝日） - 新川貴志 役
- 世にも奇妙な物語「少年」（2018年5月12日、フジテレビ） - 青年（田山啓輔） 役
- 覚悟はいいかそこの女子。（2018年6月25日 - 7月23日、毎日放送 / 6月27日 - 7月25日、TBS） - 新見律 役[60][注釈 2]
- 今日から俺は!!（2018年10月14日 - 12月16日、日本テレビ） - 伊藤真司 役[61]
  - 金曜ロードSHOW!「映画公開記念!!今日から俺は!!スペシャル」（2020年7月17日）[62]
- ルームロンダリング（2018年11月5日 - 26日、毎日放送） - 虹川亜樹人 役[63]
- この恋はツミなのか!?（2018年12月3日 - 24日、毎日放送） - 小日向大河 役[64][注釈 3]
- LIFE!スペシャル 忍べ!右左工門（2018年12月19日、NHK総合） - 数馬 役[65]
  - LIFE! presents 忍べ!右左エ門 〜THE SKY ATTACK〜（2019年12月26日）[66]
- 必殺仕事人2019（2019年3月10日、朝日放送テレビ・テレビ朝日） - 弥吉 / 海老沢吉右衛門 役[67]
- みんなのパラリンピック(6)「1964の記憶」ミニドラマ（2019年9月29日、NHK BS1）
- 教場 後編（2020年1月5日、フジテレビ） - 伊東求久 役[68]
- 連続テレビ小説 スカーレット 第18週（105話） - 最終週（2020年2月5日 - 3月28日、NHK総合） - 川原武志 役[69]
- まとわりつくオンナ - 五つの地獄編 第1話（2020年3月6日、TBS） - 田崎誠 役[70]
- ピーナッツバターサンドウィッチ（2020年4月3日 -5月22日 、毎日放送） - 小林蓮 役[71][注釈 4]
- 未解決の女 警視庁文書捜査官 Season2 第3話（2020年8月20日、テレビ朝日） - 唐木田玲一 役[72]
- 親バカ青春白書 第5話（2020年8月30日、日本テレビ） - コメンテーター 役[73]
- SUITS/スーツ Season2 第11話（2020年9月21日、フジテレビ） - 佐竹信吾 役[74]
- 東京ラブストーリー（2021年10月13日 - 12月22日、フジテレビ） - 永尾完治 役[75]
- ペンションメッツァ第4話「道半ば」（2022年4月3日、WOWOW）
- 街並み照らすヤツら（2024年4月27日 - 6月29日、日本テレビ） - 大村光一 役[76]
- 大河ドラマ 光る君へ 第37回 - 最終回（2024年9月29日 - 12月15日、NHK総合） - 双寿丸 役[77]
- 未恋〜かくれぼっちたち〜（2025年1月10日 - 3月14日、関西テレビ・フジテレビ） - 高坂健斗 役[78]
- 彼女がそれも愛と呼ぶなら（2025年4月3日 - 6月6日、読売テレビ・日本テレビ） - 小森氷雨 役[79]

### 舞台
- ニッポン放送 オールナイトニッポン50周年記念公演「続・時をかける少女」（2018年2月7日 - 17日、東京グローブ座 / 大阪：森ノ宮ピロティホール） - 浅倉吾郎 役
- KAAT神奈川芸術劇場プロデュース「春のめざめ」（2019年4月13日 - 5月12日、KAAT神奈川芸術劇場 / 東広島芸術文化ホールくらら / 兵庫県立芸術文化センター） - 主演・メルヒオール 役
- 巌流島（2020年7月 - 9月〈中止〉、東京ほか） - 佐々木小次郎 役[80] ※新型コロナウイルスの影響を受けて、全公演中止となった。
- SOULFUL SOUL（2021年10月28日 - 31日、東京 シアターグリーン） - 主演・大西 役[81]
- 背信者（2023年3月3日 - 3月8日、東京 本多劇場）‐ 主演・クスノキ役
- 朗読会「PLANET KENJI プラネット・賢治」（2024年1月13日 - 14日、東京 博品館劇場 ）[82]

### 配信ドラマ
- グッドモーニング・コール（2016年2月12日 - 6月10日、フジテレビオンデマンド・Netflix） - いっちゃん（一星） 役
- パパ活（2017年6月26日 - 11月29日、dTV・フジテレビオンデマンド） - 柿沢実 役
- 東京ラブストーリー（2020年4月29日 - 6月3日、フジテレビオンデマンド・Amazonプライムビデオ） - 主演・永尾完治 役[83]
- 闇部-REAL-（2022年3月4日 - 4月1日、ひかりTV） - 主演・乙部亮 役[84]
- 透明なわたしたち（2024年9月16日 - 10月21日、ABEMA） - 喜多野雄太 役[85]

### テレビ番組
- TERRACE HOUSE Aloha State（2016年11月29日 - 2017年9月26日、フジテレビ）[86][87]  - スタジオ出演
- ムビふぁぼ（2018年4月23日 - 2020年10月22日[88]、TBS） - 内田真礼とMC
- Kの旅人（2019年1月12日 - 2019年3月、テレビ朝日）
- ZIP!「伊藤健太郎のZIP!シネマ」（2019年4月 - 2020年10月、日本テレビ） - 木曜日レギュラーコーナー

### インターネットテレビ
- TERRACE HOUSE Aloha State（2016年11月1日 - 2017年8月29日、フジテレビオンデマンド・Netflix）[89][90] - スタジオ出演
- TERRACE HOUSE BOYS & GIRLS IN THE CITY 19TH WEEKS -（2016年2月 - 9月、Netflix）[9]
- インシデンツ（DMM TV）
  - シーズン1（2022年12月23日）- テラダ・ギリアム役
  - シーズン2（2024年1月19日）- 綿貫小次郎役

### 劇場アニメ
- 映画 ドライブヘッド〜トミカハイパーレスキュー 機動救急警察〜（2018年8月24日公開） - テラ 役（内田真礼と二人一役）
- きみと、波にのれたら（2019年6月21日公開） - 川村山葵 役[91]
- 劇場版 新幹線変形ロボ シンカリオン 未来からきた神速のALFA-X（2019年12月27日公開） - ナハネ 役[92]

### ナレーション
- パナソニック汐留美術館「マイセン動物園展」ナビゲート（2019年8月）[93]
- NNNドキュメント「ほたるの光　～私の...逆転シュート～」（2020年4月12日）[94]
- MXテレビ「Documentary of Leslie Kee」ナレーション（2021年11月13日）[95]

### CM
- ユニバーサル・スタジオ・ジャパン「ユニバーサル・ワンダー・クリスマス2015」（2015年）
- JR東日本 JR SKISKI（2018年 - 2019年）
- はるやま（2019年）
- 三井住友銀行（2019年）
- H&M japan（2019年）
- BookLive「ブックライブマン」（2019年）
- 日本コカ・コーラ「紅茶花伝 ロイヤルミルクティー」（2019年）[96]
- ABCマート「adidas FLUIDFLOW」（2020年）
- レジーナクリニック（2020年）[97]
- マルハニチロ「WILDish」（2020年）[98]
- スクエア・エニックス「ファイナルファンタジー ブレイブエクスヴィアス」（2020年）- ゲームは、感情でできている。 伊藤健太郎さん篇[99]
- ジョンソン・エンド・ジョンソンビジョンケアカンパニー「アキュビュー（R） オアシス（R） トランジションズ スマート調光™」（2020年）[100]
- POLICE〈ポリス〉2023年夏のキャンペーン（2023年）[101]
- SP SHIELD　高級腕時計用保護フィルム「RX-8」（ Bar篇、メイキング2023年）（ホテル篇 2024年）[102]

### 広告
- はるやま PSFA 「フレッシャーズフェア2019」イメージキャラクター（2019年）

### ミュージックビデオ
- BUMP OF CHICKEN「虹を待つ人」（2013年7月17日）
- 清水翔太「SNOW SMILE」（2014年11月12日）
- 7!!「センチメートル」（2015年10月21日）
- gb「丁寧な暮らし」（2022年2月9日）
- THREE1989「イチグラム」（2022年6月15日）
- リュックと添い寝ごはん「灯火」（2025年1月15日）

### ゲーム
- プレカトゥスの天秤（フジゲームス） - トラヴィス・エーヴァルト 役[103]

### 写真集
- G健太郎（2018年3月20日、ギャンビット）
- NEW GENERATION（2022年12月2日、東京ニュース新聞社）

### ラジオ
- 健太郎のオールナイトニッポン0(ZERO)（2018年4月21日 - 2019年3月16日、ニッポン放送）
- 伊藤健太郎のオールナイトニッポン0(ZERO)（2019年4月1日 - 2020年3月23日・2020年8月8日、ニッポン放送）

### 音声配信
- Artistspoken内帯番組「UBUGOE」（2022年2月28日 -2024年10月31日）[104][105]

### イベント
- Seventeen夏の学園祭2017　パシフィコ横浜（2017年8月24日）[106]
- ニッポン放送　ラジオパークin日比谷2018（2018年4月29日）[107][108]
- 『 G 健太郎 』 写真展　東京（2018年8月1日 - 8日）[109]　大阪（2018年8月11日 - 19日） 福岡（2018年8月24日 - 9月10日）[110]　仙台（2018年9月14日 - 10月8日）
- 今日から俺は！！展（2019年4月13日 - 5月12日）[111]
- スパイダーマン：ファー・フロム・ホーム　アンバサダー（2019年6月28日）[112][113]
- 第29回 東京ガールズコレクション 2019 AUTUMN／WINTER（2019年9月7日）[114]
- ソフトバンク戦　ヤフオクドーム　始球式（2019年10月20日）[115]
- DeNA戦　横浜スタジアム　始球式（2020年10月24日）[116]
- 写真展『Sotano de las Golondrinas―ツバメの洞窟』（2021年7月19日 - 25日）[117]
- GAP X Leslie Kee ダイバーシティプロジェクト「This Is Me～Rainbow～」（2021年11月3日 - ）[118][119]

- 春の藤原まつり 源義経公東下り行列・義経役（2022年5月3日）[120][121]

- Rakuten GirlsAward 2022 SPRING/SUMMER（2022年5月14日）[122]
- 木下グループマッチデー・ユアテックスタジアム仙台 トークショー、始球式（2022年5月15日）[123]
- 第36回高崎映画祭「邦画ベストセレクション」『冬薔薇』舞台挨拶（2023年3月24日）[124]
- ヨーロッパ企画「たぶんこれ銀河鉄道の夜」おまけトークショー・ゲスト（2023年3月30日）[125]
- 島ぜんぶでおーきな祭 第15回沖縄国際映画祭　レッドカーペット（2023年4月16日）[126]
- 映画『静かなるドン』パネル展、トークショー　HMV&BOOKS SHIBUYA（2023年5月18日）[127]
- 第32回日本映画プロフェッショナル大賞　授賞式　花束贈呈（2023年6月17日）[128]

## 受賞歴
- 第42回日本アカデミー賞 新人俳優賞・話題賞 俳優部門（『コーヒーが冷めないうちに』、2019年）[129][130]
- Forbes JAPAN 「30 UNDER 30 JAPAN 2019」Montblanc特別賞（2019年 秋）[131]
- 日経トレンディ「2020年 今年の顔」（2020年11月3日）[132]
- 「KIMONOIST（キモノイスト） AWARD 2023」（2023年10月17日）[133]
- 第47回日本アカデミー賞 優秀助演男優賞（『あの花が咲く丘で、君とまた出会えたら。』）[134][135]